# Elíza Kargióti
Elíza Kargióti ou Karyióti (grec moderne : Ελίζα Καργιώτη), née le 20 juin 1986 à Athènes, est une joueuse professionnelle de squash représentant la Grèce. Elle atteint en juillet 2016 la 94e place mondiale sur le circuit international, son meilleur classement. Elle est championne de Grèce à douze reprises entre 2007 et 2022.

## Palmarès

### Titres
- Championnats de Grèce : 12 titres (2007-2010, 2013-2019, 2021, 2022)